# Clemência de Oliveira
Irmã Clemência de Oliveira, nome religioso de Francisca Benícia de Oliveira (Redenção, 26 de agosto de 1896 — Baturité, 2 de julho de 1966) foi uma religiosa católica que, pelos seus exemplos de vida em santidade, foi declarada Serva de Deus.

## Vida
Nascida de família humilde de Redenção, Ceará, Benicinha, filha mais velha entre 13 de José Joaquim de Oliveira e Francisca Saraiva do Nascimento, alimentava sua fé e intimidade com Deus através de suas devoções marianas e eucarísticas, desde sua adolecência, quando, aos 18 anos, ficou orfã, assumindo a responsabilidade de cuidar da casa e dos seus 12 irmãos.
Aos 23 anos de idade, ela decidiu ingressar na Companhia das Filhas da Caridade na cidade de Fortaleza. Após 3 meses de postulado, foi fazer seu noviciado no Rio de Janeiro e, após 9 meses, recebeu o hábito das Filhas de Caridade, usando o nome de Irmã Clemência, e voltou a Fortaleza, ao Colégio Imaculada Conceição.
Durante 13 anos, trabalhou na cozinha do Colégio da Imaculada Conceição, com fogões movidos a lenha, onde o calor e a fumaça predominavam. Tendo adoecido no trabalho, sem dele nunca reclamar, foi transferida para Pacoti, onde fundou um patronato e onde iniciou sua ação com os pobres e doentes. 10 anos depois, foi transferida para Baturité, ficando responsável pela Vila dos Velhinhos e por um ambulatório. Ali desenvolveu um apostolado heroico, atendendo centenas de famílias pobres, fazendo visitas domiciliares e, para conseguir dinheiro, pedia esmolas nas feiras livres de Baturité e de Fortaleza.
Portadora de Diabetes mellitus, necessitou de amputar o pé esquerdo, com o agravamento da enfermidade, entrando em coma e falecendo em 2 de julho de 1966, aos 69 anos de vida e 47 de vida consagrada a Deus.

## Serva de Deus
O processo de canonização da Ir. Clemência começou em abril de 1995, com o então arcebispo de Fortaleza Dom Aloísio Lorscheider, cardeal Lorscheider. E em 10 de agosto de 2001 o processo diocesano foi encerrado com a presença do Revmo. Dom José Antônio Aparecido T. Marques. Irmã Clemência foi considerada Serva de Deus.
O processo está no Vaticano, parado, à espera de reabertura.